# Apoftegma
Apoftegma (starořecky: αποφθεγμα) je stručný a výstižný výrok historické osobnosti (např. panovníka), významově podobný maximě. V antice apoftegmy sbírali a posléze vydávali starořecký filozof a historik Plutarchos. nebo například Valerius Maximus (Factorum et dictorum memorabiliorum libri IX).  
Ačkoli se apofegmata objevovala i ve středověku, oblíbená se stala až v době renesance. Jednou z významnějších sbírek, které v té době vznikly, byla sbírka Erasma Rotterdamského nazvaná Apophthegmatum Opus. 